# Baron of Renfrew

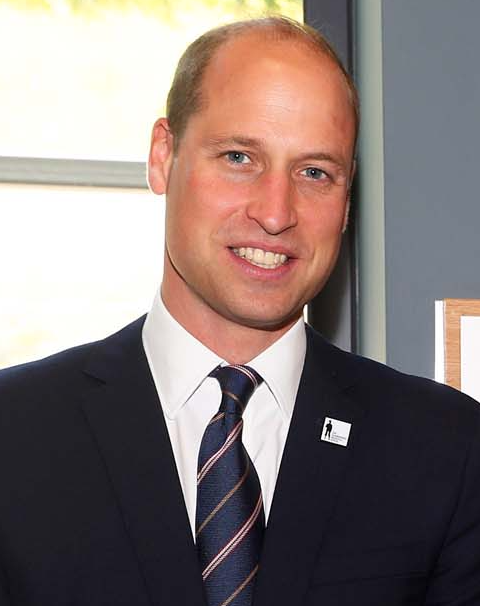
Prinz William, amtierender Baron of Renfrew

Baron of Renfrew ist ein schottischer Titel, der seit 1404 traditionell vom Heir apparent auf den britischen Thron geführt wird. Durch Gesetz des schottischen Parlaments wurde im Jahre 1469 bestätigt, dass dieser Titel, ebenso wie die Titel des Duke of Rothesay, Earl of Carrick, Lord of the Isles und Prince and Great Steward of Scotland, stets dem schottischen (ab 1707 britischen) Heir apparent zustehen.
Bei dem Titel handelt es sich nicht um einen Adelstitel, sondern um einen feudalen Besitztitel, der sich historisch auf das Lehen über die schottische Stadt Renfrew bei Glasgow bezieht.
In den frühen Stadien ihrer Beziehung mit dem damaligen Prince of Wales Charles verwendete Diana Spencer ihren Freundinnen gegenüber „Charles Renfrew“ als Decknamen für ihren Partner.

## Liste der Barons of Renfrew
- 1398–1402: David Stewart, 1. Duke of Rothesay, Baron of Renfrew (1378–1402)
- 1404–1406: James Stewart, Duke of Rothesay, Baron of Renfrew (1394–1437); 1406 gekrönt als Jakob I.
- 1430–1430: Alexander Stewart, Duke of Rothesay, Baron of Renfrew (1430–1430)
- 1431–1437: James Stewart, Duke of Rothesay, Baron of Renfrew (1430–1460); 1437 gekrönt als Jakob II.
- 1452–1460: James Stewart, Duke of Rothesay, Baron of Renfrew (1451–1488); 1460 gekrönt als Jakob III.
- 1473–1488: James Stewart, Duke of Rothesay, Baron of Renfrew (1473–1513); 1488 gekrönt als Jakob IV.
- 1507–1508: James Stewart, Duke of Rothesay, Baron of Renfrew (1507–1508)
- 1509–1510: Arthur Stewart, Duke of Rothesay, Baron of Renfrew (1509–1510)
- 1473–1488: James Stewart, Duke of Rothesay, Baron of Renfrew (1512–1542); 1513 gekrönt als Jakob V.
- 1540–1541: James Stewart, Duke of Rothesay, Baron of Renfrew (1540–1541)
- 1566–1567: James Stewart, Duke of Rothesay, Baron of Renfrew (1566–1625); 1567 gekrönt als Jakob VI. (1603 auch als Jakob I. von England)
- 1594–1612: Henry Frederick Stuart, Prince of Wales, Duke of Cornwall, Duke of Rothesay, Baron of Renfrew (1594–1612)
- 1612–1625: Charles, Prince of Wales, Duke of Albany, Duke of Cornwall, Duke of Rothesay, Duke of York, Baron of Renfrew (1600–1649); 1625 gekrönt als Karl I.
- 1629–1629: Charles James, Duke of Cornwall, Duke of Rothesay, Baron of Renfrew (1629–1629)
- 1630–1649: Charles, Prince of Wales, Duke of Cornwall, Duke of Rothesay, Baron of Renfrew (1630–1685); 1649 gekrönt als Karl II.
- 1688–1702: James, Prince of Wales, Duke of Cornwall, Duke of Rothesay, Baron of Renfrew (1688–1766); Titel 1702 formell aberkannt
- 1714–1727: George, Prince of Wales, Duke of Cambridge, Duke of Cornwall, Duke of Rothesay, Baron of Renfrew (1683–1760); 1727 gekrönt als Georg II.
- 1727–1751: Frederick, Prince of Wales, Duke of Cornwall, Duke of Edinburgh, Duke of Rothesay, Baron of Renfrew (1707–1751)
- 1762–1802: George, Prince of Wales, Duke of Cornwall, Duke of Rothesay, Baron of Renfrew (1762–1830); 1820 auf den Thron gefolgt als Georg IV.
- 1841–1901: Albert, Prince of Wales, Duke of Cornwall, Duke of Rothesay, Baron of Renfrew (1841–1901); 1901 auf den Thron gefolgt als Edward VII.
- 1901–1910: Georg, Prince of Wales, Duke of Cornwall, Duke of Rothesay, Duke of York, Baron of Renfrew (1865–1936); 1910 auf den Thron gefolgt als Georg V.
- 1910–1936: Edward, Prince of Wales, Duke of Cornwall, Duke of Rothesay, Baron of Renfrew (1894–1972); 1936 auf den Thron gefolgt als Eduard VIII.
- 1952–2022: Charles, Prince of Wales, Duke of Cornwall, Duke of Rothesay, Duke of Ediburgh, Baron of Renfrew (* 1948); 2022 auf den Thron gefolgt als Charles III.
- 2022–heute: William, Prince of Wales, Duke of Cornwall, Duke of Cambridge, Duke of Rothesay, Duke of Ediburgh, Baron of Renfrew (* 1982)